# Hans Rein
Hans Rein es un deportista alemán que compitió en piragüismo en la modalidad de aguas tranquilas. Ganó una medalla de plata en el Campeonato Mundial de Piragüismo de 1938 y dos medallas de bronce en el Campeonato Europeo de Piragüismo, en los años 1933 y 1934.

## Palmarés internacional
| Campeonato Mundial | Campeonato Mundial     | Campeonato Mundial | Campeonato Mundial   |
| Año                | Lugar                  | Medalla            | Evento               |
| ------------------ | ---------------------- | ------------------ | -------------------- |
| 1938               | Vaxholm (Suecia)       | Medalla de plata   | K4 1000 m            |
| Campeonato Europeo |                        |                    |                      |
| Año                | Lugar                  | Medalla            | Evento               |
| 1933               | Praga (Checoslovaquia) | Medalla de bronce  | K1 plegable 10 000 m |
| 1934               | Copenhague (Dinamarca) | Medalla de bronce  | K1 plegable 10 000 m |